# Bolesław Bierut

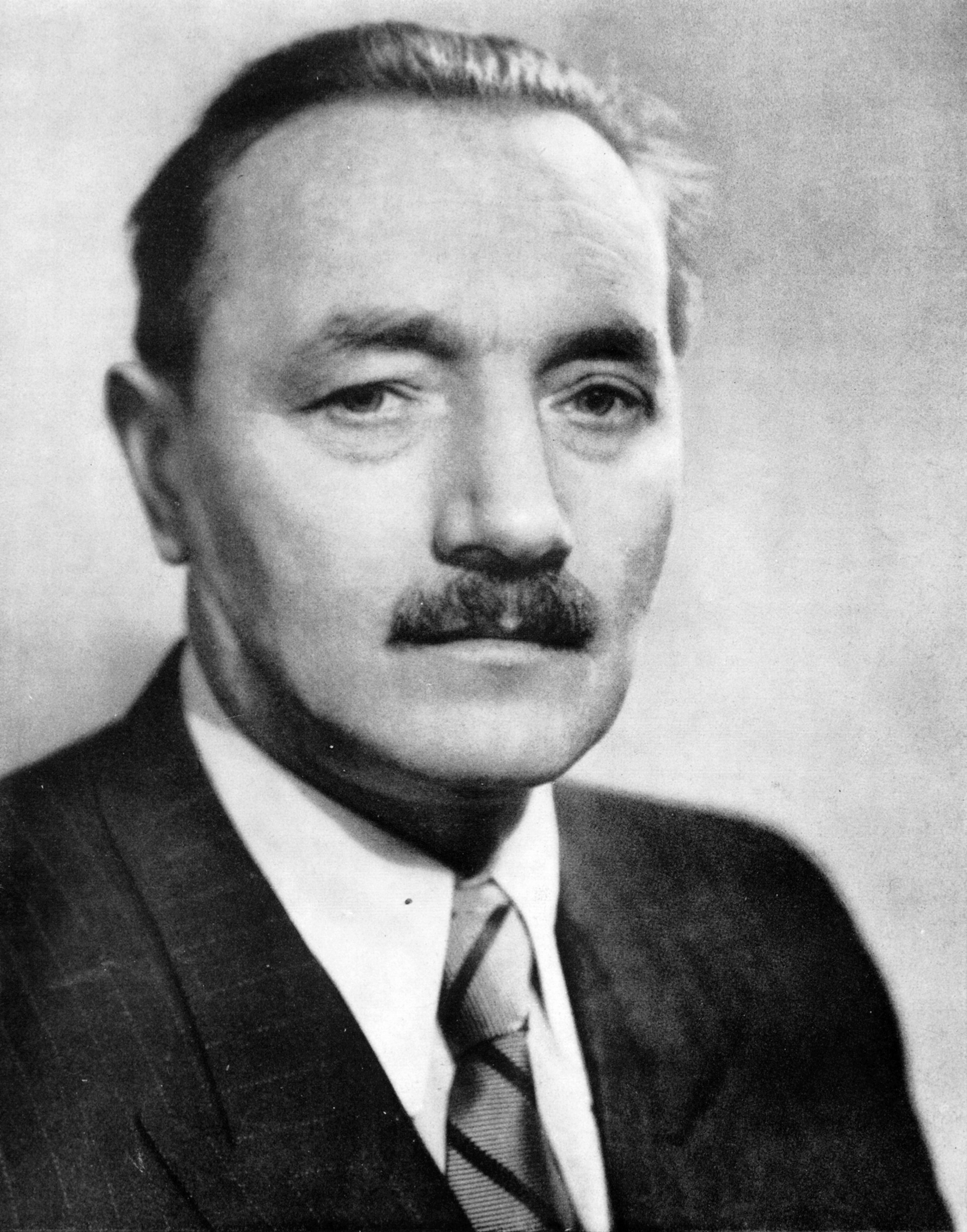
Bolesław Bierut

Bolesław Bierut (Rury Jezuickie, 18 maart 1892 – Moskou, 12 maart 1956) was van 1947 tot 1952 president van Polen.
Bierut een boerenzoon die al vroeg actief was binnen de socialistische beweging. In 1905 werd hij voor de eerste keer gearresteerd wegens deelname aan een staking op zijn school. Na zijn opleiding werkte hij als drukker. In 1912 werd Bierut lid van de Poolse Socialistische Partij-Links (PPS-Lewica), de marxistische socialistische partij (daarnaast bestond er ook een [grotere] niet-marxistische socialistische partij met Józef Piłsudski aan het hoofd).
Tijdens de Eerste Wereldoorlog vond hij een socialistische revolutie noodzakelijker dan Poolse onafhankelijkheid. Hiermee ging hij lijnrecht in op de visie van andere Poolse socialistische leiders.
In 1918 was hij medeoprichter van de Poolse Communistische Partij. Hij zat sindsdien meerdere malen gevangen. In 1924 ging hij naar Moskou waar hij een opleiding volgde aan de partijhogeschool en werkte voor de Communistische Internationale, o.a. in Bulgarije.
Na zijn terugkeer in Polen in 1933 werd hij gearresteerd en tot 7 jaar gevangenisstraf veroordeeld. In 1938 verkreeg hij amnestie.
Na de Duits-Sovjet-Russische inval in Polen in september 1939 vestigde hij zich in het door de Russen bezette Oost-Polen. Later ging hij naar Moskou. In december 1943 keerde hij naar Warschau terug en werd voorzitter van de Nationale Volksraad, en daarmee door de Sovjet-Unie erkend als Pools staatshoofd.
Na de Tweede Wereldoorlog regeerde Bierut Polen met ijzeren vuist en bleek hij een loyaal volgeling van Stalin. In februari 1947 werd hij door het Poolse parlement, de Sejm, tot president van Polen gekozen. Met steun van de Stalinisten wist hij Władysław Gomułka, de partijleider van communistische partij, aan de kant te schuiven. In 1948 werd Bierut secretaris-generaal van de communistische Poolse Verenigde Arbeiderspartij. In 1952 verwisselde hij presidentschap voor het premierschap.
Na het overlijden van Stalin (1953) brokkelde Bieruts macht af. Hij overleed in Moskou onder verdachte omstandigheden tijdens een internationaal communistisch congres, kort nadat Nikita Chroesjtsjov de destalinisatie had ingezet.